# Bassilla
Bassilla (siglo III d. C.) fue una actriz mimo de la Antigua Roma.
Su colega, el actor y bailarín Heráclides, le hizo un monumento en el anfiteatro romano de Aquilea. El monumento consiste en una estela de piedra que muestra un retrato tallado de Bassilla, mostrado con ropa fina y modesta y en una pose digna. Debajo del retrato hay una inscripción en griego que la alaba.
Fue una actriz de mimo romana, descrita como una intérprete de teatro que actuaba tanto en papeles hablados en obras de teatro y representaciones de pantomima, como bailarina y como parte del coro. Su fama se extendió por muchas ciudades del Imperio. Se la conocía como archimima, que era el título de la actriz principal de un teatro romano, y su epitafio la elogiaba como "décima musa". Es posible que haya sido especialmente conocida por representar escenas de muerte, ya que su epitafio la describe como alguien que "murió muchas veces en el escenario, ¡pero nunca así!".
Se cree que interpretó un papel famoso en la comedia: el de la esposa conspiradora Carition. 